# Besourenga amarillai
Besourenga amarillai là một loài bọ cánh cứng trong họ Bọ hung (Scarabaeidae).